# 奧列辛
48°43′26″N 25°4′5″E / 48.72389°N 25.06806°E
奧萊辛（烏克蘭語：Олещин），是烏克蘭西部的村莊，隸屬伊萬諾-弗蘭科夫斯克州的伊萬諾-弗蘭科夫斯克區。該村始建於1461年，面積6.28平方公里，2001年人口278，人口密度每平方公里44.3人。